# Корні (Польща)
Корні (пол. Kornie) — село в Польщі, у гміні Любича-Королівська Томашівського повіту Люблінського воєводства. Населення — 146 осіб (2011). Розташоване на українському Закерзонні (в історичному Надсянні).

## Історія
Раніше — повіт Рава-Руська. На 01.01.1939 в селі проживало 1020 мешканців, з них 1010 українців і 10 євреїв.
Після Другої світової війни село опинилося у складі Польщі. У 1945 році, вже за радянської окупації, мешканці села зверталися до влади з проханням відкрити українську школу, проте отрималу відмову з огляду на неможливість добиратися до поселення через діяльність українського збройного підпілля. 21-25 червня 1947 року під час операції «Вісла» польська армія виселила з Корнів на щойно приєднані до Польщі північно-західні терени 593 українців.
У 1975—1998 роках село належало до Замойського воєводства.

## Населення
Демографічна структура станом на 31 березня 2011 року:
|          | Загалом | Допрацездатний вік | Працездатний вік | Постпрацездатний вік |
| -------- | ------- | ------------------ | ---------------- | -------------------- |
| Чоловіки | 77      | 17                 | 49               | 11                   |
| Жінки    | 69      | 15                 | 32               | 22                   |
| Разом    | 146     | 32                 | 81               | 33                   |

## Народились
- Мирослав Вербовий (нар. 1939) — український журналіст і громадсько-політичний діяч[7].
- Михайло Грицина («Хозар», «Чайчук», «Чучман»; 1914—1945) — український військовий діяч, повітовий провідник ОУН Томашівського повіту, учасник УПА.